# Carl-Johan Hagman
Carl-Johan Wilhelm Bertilsson Hagman, född 26 januari 1966, är en svensk sjörättsjurist och direktör.
Carl-Johan Hagman är jur.kand., inriktning miljörätt, med examen från Lunds universitet. Han har även läst sjörätt i Oslo.
Carl-Johan Hagman är chef för japanska NYK:s verksamhet i Europa, med huvudkontor i London.  Han har närmast tidigare varit VD för Stena Line AB och VD för Stena Rederi AB. Han har tidigare varit VD för rederierna Wallenius (Sverige), EUKOR Car Carriers Inc (Sydkorea), Hoegh Autoliners AS (Norge) och Transatlantic (Sverige).
Carl-Johan Hagman är reservofficer i flottan med kaptens tjänstegrad. Han invaldes i Kungliga Örlogsmannasällskapet 2002 och i Kungliga Krigsvetenskapsakademien 2012.